# Лідерман Олександр Михайлович
Лідерман Олександр Михайлович (нар. 21 листопада 1930) — український кінооператор. Член Національної спілки кінематографістів України.

## Життєпис
Народився 21 листопада 1930 року. Закінчив факультет радіо і телебачення Одеського електротехнічного інституту інженерів зв'язку (1953) та операторський факультет Всесоюзного державного інституту кінематографії (1964). Працював інженером на студіях Кишинева й Одеси. З 1956 року — оператор Одеської студії телебачення (нині — Одеська ОДТРК).
Зняв стрічки: «Третя весна» (1959), «Поет Чорномор'я» (1960), «Норма життя» (1961), «Клопіт у нас такий», «Пішли за посмішкою», «Чарівна туфелька», «Листи у майбутнє» (1962), «В країні нот», «Пісні над морем» (1963), «Робочі умільці» (1964), «Солдату без пісні не можна», «Іде на місто любов», «За ленінською путівкою», «Полундра підіймає вітрила» (1965), «Доброго ранку, Дунай», «26 хвилин в Одесі», «Пори року», «Під зорями балканськими», «Від Одеси до Братислави» (1966), «В залах океан», «Гелікон-69» (1969), «Безпритульний мільйон» (1970), «Веселі картинки» (1972), «Оперета на екрані» (1974), «В степу під Одесою» (1976), «Рейс-прогулянка» (1977), «Причали» (1978), «Я — докер» (1979), «Корабели» (1980), «І знову музика» (1981) та ін.